# واشینگتن اگزمینر
واشینگتن اگزمینر (انگلیسی: The Washington Examiner) وبگاه و مجله هفتگی روزنامه‌ سیاسی مستقر در واشینگتن، دی.سی. است که اخبار و وقایع سیاسی آمریکا و جهان را پوشش می‌دهد. اگزمینر متعلق به کمپانی مدیا دی‌سی، است که متعلق به فیلیپ انشوتس می‌باشد.